# Inielika
Inielika je v současné době nečinný vulkanický komplex, nacházející se v centrální části indonéského ostrova Flores, severně od města Bajawa. Tvoří ho masivní sopka vysoká 1 559 m, jejíž vrchol se rozprostírá na ploše 5 km². Pokrývá ji desítka kráterů a většina z nich jsou zatopena vodou. Největší jezírka jsou: Wolo Runu a Wolo Lega (s průměrem asi 750 m). První zaznamenaná erupce proběhla v roce 1906 a poslední v březnu 2001.